# راشاید
راشاید {{آلمانی|Rascheid) شهری در آلمان است که در تریر-زاربورگ واقع شده‌است. راشاید ۵۳۲ نفر جمعیت دارد.